# Tarczenice
Tarczenice, splewki (Branchiura) – gromada lub  podgromada skorupiaków, obejmująca wyłącznie skórne pasożyty kręgowców wodnych: ryb słodkowodnych i morskich, kijanek i aksolotli.
Charakteryzują się grzbietowo-brzusznym spłaszczeniem ciała. Segmentacja ciała zatarta w wyniku zrośnięcia się ze sobą poszczególnych członów. Głowa zrośnięta z tułowiem w głowotułów. Ciało pokryte jest dużym tarczowatym karapaksem. Tarcza ta pokrywa nie tylko segmenty głowowe, ale również tułowiowe. Do tyłu poza pancerz wystają dwa płaty odwłoka. Tarczenice mają dwie pary anten. Szczęki I pary są przekształcone w przyssawki tylko u splewek. Żuwaczki są w rurce gębowej. Na tułowiu są 4 pary dwugałęzistych odnóży pływnych. Po bokach pancerza wydłużone pola oddechowe. Oczy złożone z 30–70 omatidów. W rozwoju występują postacie larwalne nauplius i kopepodit.

## Systematyka
Martin i Davies w 2001 oraz Ahyong i inni w 2011 zaliczyli tarczenice do Maxillopoda w randze podgromady. Wielu autorów polskich traktuje je jako niezależną gromadę. Analiza filogenetyczna Oakleya i innych z 2013 wskazuje na polifiletyzm Maxillopoda. Według niej tarczenice wraz z wąsoraczkami, małżoraczkamii wrzęchami tworzą klad Oligostraca. W obrębie niego tarczenice wraz z wąsoraczkami i wrzęchami mogą tworzyć grupę Ichthyostraca, choć ta uzyskała już słabsze wsparcie we wspomnianej analizie. W bazie WoRMS (2016) tarczenice mają rangę podgromady w gromadzie Ichthyostraca i nadgromadzie Oligostraca.
Niezależnie od przyjętego systemu do tarczenic zalicza się tylko monotypowy rząd Arguloida i monotypową rodzinę Argulidae, która obejmuje około 175 gatunków, sklasyfikowanych w 4 rodzajach:
- Argulus – splewka
- Chonopeltis
- Dipteropeltis
- Dolops